# Comuna de Świnice Warckie
Świnice Warckie (polaco: Gmina Świnice Warckie) é uma gminy (comuna) na Polónia, na voivodia de Lodz e no condado de Łęczycki. A sede do condado é a cidade de Świnice Warckie.
De acordo com os censos de 2004, a comuna tem 4196 habitantes, com uma densidade 44,7 hab/km².

## Área
Estende-se por uma área de 93,95 km², incluindo:
- área agrícola: 82%
- área florestal: 7%

## Demografia
Dados de 30 de Junho 2004:
|                      | Total   | Total | Mulheres | Mulheres | Homens  | Homens |
| -------------------- | ------- | ----- | -------- | -------- | ------- | ------ |
|                      | pessoas | %     | pessoas  | %        | pessoas | %      |
| População            | 4196    | 100   | 2103     | 50,1     | 2093    | 49,9   |
| Densidade (pop./km²) | 44,7    | 100   | 22,4     | 22,4     | 22,3    | 22,3   |

De acordo com dados de 2002, o rendimento médio per capita ascendia a 1396,45 zł.

## Subdivisões
- Bielawy, Chorzepin, Chwalborzyce, Drozdów, Głogowiec, Grodzisko, Gusin, Kaznów, Kosew, Kozanki Podleśne, Kraski, Parski, Piaski, Podłęże, Rogów, Stemplew, Świnice Warckie, Świnice Warckie-Kolonia, Tolów, Władysławów, Wola Świniecka, Zbylczyce.

## Comunas vizinhas
- Dąbie, Grabów, Łęczyca, Uniejów, Wartkowice